# Foro Permanente de las Naciones Unidas sobre Afrodescendientes
El Foro Permanente sobre Afrodescendientes es un ente de la Organización de las Naciones Unidas cuyo propósito es contribuir a la inclusión política, económica y social de las personas afrodescendientes.
Fue creado por consenso de la Asamblea General de la ONU el 2 de agosto de 2021 mediante la resolución 75/314 a solicitud de la exvicepresidenta de Costa Rica, Epsy Campbell Barr como «un mecanismo consultivo para los afrodescendientes y otras partes interesadas pertinentes como plataforma para mejorar la seguridad y la calidad de vida y los medios de subsistencia de los afrodescendientes, así como un órgano consultivo del Consejo de Derechos Humanos, en consonancia con el programa de actividades para la aplicación del Decenio Internacional para los Afrodescendientes y en estrecha coordinación con los mecanismos existentes».
El foro tiene como antecedente la resolución 69/16 de 18 de noviembre de 2014, titulada «Programa de actividades para la aplicación del Decenio Internacional de los Afrodescendientes» con el fin de crear dicho organismo.Está integrado por cinco miembros seleccionados por los gobiernos y cinco designados por el Consejo de Derechos Humanos de la ONU.

## Antecedentes
En noviembre de 2014 la Asamblea General de las Naciones Unidas decidió establecer un foro como mecanismo de consulta para garantizar la participación inclusiva de Estados miembros, fondos y programas de la ONU, organismos especializados, organizaciones de la sociedad civil de afrodescendientes y otras partes interesadas. Esta decisión se tomó en el marco del Programa de actividades para la aplicación del Decenio Internacional de los Afrodescendientes, según la resolución A/RES/69/16.
En diciembre de 2018 la Asamblea General mediante la resolución A/RES/73/262 estableció un Foro Permanente sobre los Afrodescendientes con el propósito de servir como mecanismo de consulta para afrodescendientes y otras partes interesadas. Este foro busca mejorar la calidad de vida y los medios de subsistencia de las personas afrodescendientes, así como contribuir a la elaboración de una declaración de las Naciones Unidas sobre la promoción y el pleno respeto de los derechos humanos de los afrodescendientes.
Se llevaron a cabo consultas y contribuciones entre 2015 y 2018 para determinar las modalidades, el formato y los aspectos sustantivos y de procedimiento del Foro Permanente. Resoluciones posteriores del Consejo de Derechos Humanos y la Asamblea General detallaron algunas de estas modalidades. En mayo de 2019 la Oficina del Alto Comisionado para los Derechos Humanos (ACNUDH) organizó una consulta de un día sobre el Foro Permanente en colaboración con la Misión Permanente de Costa Rica en Ginebra. Esta consulta atrajo a más de 200 participantes, incluidos representantes de gobiernos, organismos de la ONU, sociedad civil y afrodescendientes de diversas regiones.

## Mandato
La resolución 75/314 de la Asamblea General describe las modalidades, formato y aspectos sustantivos y de procedimiento del Foro. El mandato incluye contribuir a la plena inclusión política, económica y social de los afrodescendientes, proporcionar asesoramiento al Consejo de Derechos Humanos y otros órganos de la ONU, estudiar la posibilidad de elaborar una declaración de la ONU sobre los derechos humanos de los afrodescendientes, y analizar las mejores prácticas y desafíos relacionados con esta población.
También se encarga de monitorear la implementación del Decenio Internacional de los Afrodescendientes, promover el conocimiento y respeto de la diversidad de su herencia y cultura, coordinar actividades relacionadas con los afrodescendientes en la ONU y apoyar programas de desarrollo socioeconómico.

## Estructura
El Foro Permanente sobre Afrodescendientes está presidido por dos de sus miembros, quienes ocupan la presidencia y vicepresidencia en cada período de sesiones considerando la rotación regional y consultando con grupos regionales de afrodescendientes. La presidencia y vicepresidencia tienen responsabilidades que incluyen presidir los períodos de sesiones, coordinar sesiones conjuntas, representar al Foro en actos oficiales y presentar informes ante la Asamblea General y el Consejo de Derechos Humanos.
Asimismo existe una relatoría que puede continuar en el cargo en períodos sucesivos sin rotación. Esta persona dirige la redacción del informe anual al Consejo de Derechos Humanos y la Asamblea General, colaborando con la presidencia, vicepresidencia, otros miembros y la secretaría del Foro. Además, elabora declaraciones y propuestas de proyectos en colaboración con los demás miembros y la secretaría.
| Puesto          | Nombre                        | País           |
| --------------- | ----------------------------- | -------------- |
| Presidencia     | Epsy Campbell Barr            | Costa Rica     |
| Vicepresidencia | Alice Angèle Nkom             | Camerún        |
| Relator         | Michael McEachrane            | Suecia         |
| Miembro         | Gaynel Curry                  | Bahamas        |
| Miembro         | Justin Hansford               | Estados Unidos |
| Miembro         | Hongjiang Huang               | China          |
| Miembro         | Martin Kimani                 | Kenia          |
| Miembro         | Pastor Elías Murillo Martínez | Colombia       |
| Miembro         | Mona Omar                     | Egipto         |
| Miembro         | June Soomer                   | Santa Lucía    |

## Periodos de sesiones
El Foro Permanente sobre Afrodescendientes lleva a cabo sesiones anuales abiertas para abordar cuestiones relevantes, centrándose en temas temáticos relacionados con su mandato. Estas sesiones duran cuatro días laborables y se realizan de manera rotativa en la Oficina de las Naciones Unidas en Ginebra y en la Sede de las Naciones Unidas, o en otro lugar según lo decidido por el Foro Permanente. Estas reuniones se organizan preferiblemente después de los períodos de sesiones del Grupo de Trabajo de Expertos sobre Afrodescendientes o del Grupo de Trabajo Intergubernamental sobre la Aplicación Efectiva de la Declaración y el Programa de Acción de Durban.
Los Estados, los mecanismos y organismos de la ONU, las organizaciones intergubernamentales, las instituciones nacionales de derechos humanos, las universidades, expertos en temas afrodescendientes y organizaciones no gubernamentales reconocidas por el Consejo Económico y Social pueden participar en estos períodos de sesiones. También se alienta la participación de otras organizaciones no gubernamentales, incluyendo aquellas de base comunitaria, que compartan los objetivos y principios de la Carta de las Naciones Unidas. Además, el Foro Permanente busca una representación y participación regional equitativa, con un enfoque en la inclusión de mujeres, jóvenes y minorías subrepresentadas para fomentar un diálogo intergeneracional e interseccional.
En los períodos de sesiones anuales el foro permite la participación tanto en persona como de manera virtual, se examinan temas temáticos en sesiones plenarias donde se presentan trabajos, planes, proyectos, propuestas, observaciones preliminares, conclusiones y recomendaciones e informes. También fomenta la organización de eventos paralelos de la sociedad civil y otras partes interesadas sobre temas relacionados con los derechos, la seguridad y la calidad de vida de los afrodescendientes.
Los períodos de sesiones anuales pueden incluir eventos previos o posteriores, así como eventos vespertinos adicionales, según los recursos disponibles. Se consideran ceremonias de apertura y clausura, así como elementos culturales y festivos que reflejen la rica expresión cultural y el patrimonio de los afrodescendientes.
En el último día de cada período de sesiones el foro presenta un resumen de los debates con observaciones y recomendaciones preliminares que se dan a conocer en un comunicado de prensa y, cuando sea apropiado, en una conferencia de prensa.